# Cosmopterix zieglerella

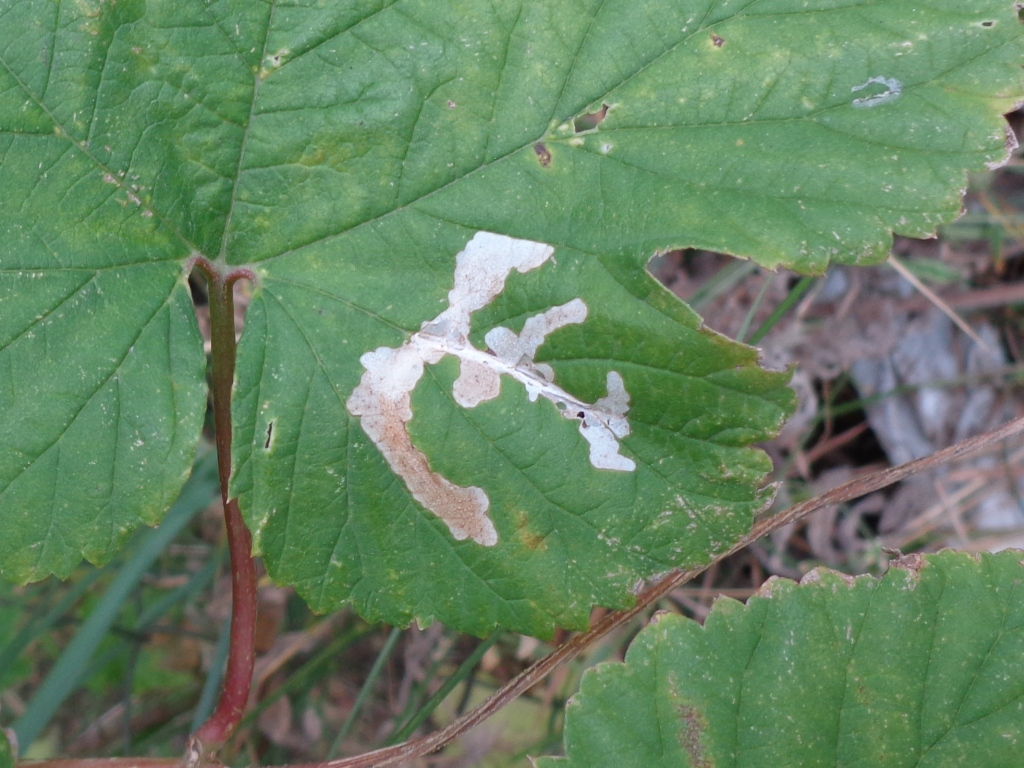
Fraßbild

Cosmopterix zieglerella ist ein Schmetterling (Nachtfalter) aus der Familie der Prachtfalter (Cosmopterigidae).

## Merkmale
Die Falter erreichen eine Flügelspannweite von 8 bis 11 Millimeter. Der Kopf glänzt golden metallisch und schimmert hinten dunkelbraun. Eine dünne weiße Linie verläuft an den Seiten über den Augen. Die Fühler sind dunkelbraun und haben einen subapikalen Bereich, der aus drei weißen und einen apikalen Bereich, der aus fünf weißen Segmenten besteht. Die Labialpalpen sind weiß, das zweite Segment hat eine glänzende, dunkelbraune dorsale Linie. Das dritte Segment hat eine glänzende, dunkelbraune ventrale Linie und eine dunkelbraune Spitze. Der Thorax ist dunkelbraun und mit einer golden metallisch glänzenden Linie versehen. Die Tegulae sind golden metallisch. Die Vorderflügel glänzen dunkelbraun und haben an der Flügelbasis eine schräg nach außen verlaufende, goldfarbene Binde. Eine helle, orange Binde befindet sich vor der Flügelmitte. Sie verjüngt sich zum Flügelinnenrand und ist von einer unregelmäßigen Linie aus dunkelbraunen Schuppen umgeben. Innen und außen schließt sich eine fahl golden glänzende Binde an, die häufig leicht violett getönt ist. Die äußere Binde hat an der Costalader einen kleinen weißen Fleck. Die Saumlinie ist zu einem silbrigen Fleck mit bläulichem Glanz in der Mitte und einem hellen weißen Fleck am Apex, der bis in die Fransenschuppen reicht, reduziert. Die Fransenschuppen sind dunkelbraun. Die Hinterflügel sind dunkel graubraun.
Bei den Männchen ist das rechte Brachium spatelförmig, verjüngt sich distal leicht und endet in einem stumpfen Apex. Es ist dreimal so lang wie das linke Brachium. Die Valven sind abgerundet, der obere und untere Rand sind konkav, der Kaudalrand ist konvex. Die Valvellae sind leicht gekrümmt und zur Basis verjüngt. Der breiteste Teil befindet sich vor der Mitte, die Valvellae verjüngen sich distal zu einer stumpfen Spitze. Der Aedeagus ist ziemlich platt und hat einen knolligen mittleren Teil. Apikal ist er röhrenförmig und leicht nach unten gebogen.
Bei den Weibchen ist der hintere Rand des 7. Sternits nahezu gerade. Das 8. Sternit ist doppelt so breit wie lang. Das Ostium bursae ist rund und halbmondförmig sklerotisiert, darunter befindet sich eine kleine, kammförmige Sklerotisierung. Das Sterigma ist invers birnenförmig und länglich. Der Ductus bursae ist etwas kürzer als das Corpus bursae. Das Corpus bursae ist mit zwei kleinen, verschieden großen, sichelförmigen Signa versehen.

### Ähnliche Arten
Die ähnliche Art Cosmopterix schmidiella unterscheidet sich von Cosmopterix zieglerella durch die nicht unterbrochene Saumlinie auf dem Vorderflügel.

## Verbreitung
Cosmopterix zieglerella ist in Europa, Kleinasien, dem Kaukasus, in Zentral- und Ostasien und in Japan beheimatet.

## Biologie
Die Raupen entwickeln sich an Echtem Hopfen (Humulus lupulus), Japanischem Hopfen (Humulus scandens) und Boehmeria nipononivea. Die Weibchen legen die Eier an den Mittelrippen oder anderen großen Adern der Blätter ab. Durch die Fraßtätigkeit der jungen Raupen entsteht entlang der Blattader eine unregelmäßige längliche Mine mit einem seidigen Fraßgang. Sie dient den Raupen als Unterschlupf, wenn sie nicht fressen. Ausgehend von diesem Gang legen die Raupen später Verzweigungen in alle Richtungen an, sodass eine sehr unregelmäßige, gelblich weiße Platzmine entsteht, in der Raupenkot verteilt ist. Die Raupen können die Mine wechseln, in großen Blättern können auch mehrere Minen vorhanden sein. Die Raupen können von Juli bis September angetroffen werden. Im Herbst fertigen sie einen länglichen, weißen Kokon an und überwintern darin im Detritus am Boden. Die Falter fliegen von Ende Mai bis Juli und können von den Wirtspflanzen herausgeklopft werden. Gelegentlich kommen sie auch ans Licht.

## Systematik
Es sind folgende Synonyme bekannt:
- Tinea zieglerella Hübner, [1810]
- Gracillaria eximia Haworth, 1828